# Planeshift
Planeshift es un videojuego gratuito de tipo MMORPG y ambientación fantasía, disponible oficialmente para Linux, Windows y Mac OS X. Está producido por una comunidad de desarrolladores y colaboradores, fundada por Luca Pancallo, y guiada por la organización sin ánimo de lucro Atomic Blue.

## Licencia
Usa dos tipos de licencias, GPL que se aplica a todo el código fuente excepto a reglas específicas del propio juego, y una licencia propia, de tipo software propietario (Planeshift Content License) que impide cualquier tipo de modificación sin autorización para todo el arte gráfico, textos de la página web y el contenido del juego (historia, nombres, diálogos, música..).
Utiliza el software Crystal Space como motor gráfico y las bibliotecas CEL y CAL3D.

## Desarrollo
El juego está actualmente en estado pre-alfa, en su versión 0.4.02, nombre en código Steel Blue. La primera versión, 0.1, tuvo como nombre en código Atomic Blue, la siguiente versión, la 0.2, se llamó Molecular Blue y la tercera 'Crystal Blue. Molecular Blue estuvo muy limitada en cuanto a características, pero atrajo a un buen número de jugadores gracias a una participativa comunidad. El servidor Molecular Blue fue desconectado el 16 de diciembre de 2004. La versión actual, Crystal Blue, fue distribuida al público como beta pública el 24 de diciembre de 2004.

## Ambientación
PlaneShift está dentro de una gigantesca estalactita llamada Yliakum, dividida en ocho niveles, de los cuales los dos inferiores están inundados. La vida en esta estalactita es posible gracias a un enorme cristal, llamado The Azure Sun (El Sol de Azur), que dibuja la luz desde la superficie del planeta. Actualmente PlaneShift tiene 12 razas jugables que tienen cada una sus propias tierras natales y características. Fuera de Yliakum se encuentran los Laberintos de Piedra y a través de ellos puedes acceder aún a más áreas, como la cueva donde cuelga dicha estalactita. En Crystal Blue, tan solo la ciudad de Hydlaa y una parte de la ciudad de Ojaveda son accesibles.

### Razas
Muchas razas diferentes pueblan el mundo de Yliakum. Los jugadores pueden escoger el crear un personaje con una de esas razas. Por desgracia, los modelos 3D no han sido implementados completamente para todas y cada una de ellas.

#### Humanos
- Xacha
- Ylians

#### Elfos
- Nolthrir
- Dermorians

#### Enanos
- Clan Stonebreaker
- Clan Hammerwielder

#### Otros
- Lemurs
- Kran
- Diaboli
- Enkidukai De apariencia felina, se caracterizan por ser criaturas graciosas y cautelosas.
- Klyros
- Ynnwns

### El reino de la muerte
No mucho se sabe de esta oscura tierra, pero la leyenda dice que hay un abismo sin fin con pasillos de piedra flotando en el aire, por los que corren los personajes que pierden la vida. No muchos han vuelto de allí, pero otros dicen de un portal que trae de vuelta al mundo de los vivos.

### Criaturas
Yliakum está poblada por muchas criaturas que pueden ser combatidas y saqueadas, además que dan experiencia necesaria para subir el personaje.
- Carkarass: Una extraña criatura voladora que vive dentro del Reino de la Muerte. No mucho más se sabe de esta criatura, salvo que es relativamente fácil de matar.
- Clacker: Una criatura enorme con aspecto de insecto que se encuentra principalmente en la Arena y el Dungeon. Cuando muere suelta "Carne de clacker" (24 trias) y "Pierna de Clacker" (16 trias).
- Consumer: Un horrible monstruo encontrado en ciertas partes del camino de Ojadeva, son bastante fieros y tienen la asquerosa boca llena de afilados dientes.
- Gobble: Una asquerosa criatura que vive en lo más profundo de las alcantarillas. Estas bestias humanoides tienen la piel verde/gris oscuro y caminan sobre sus cuatro piernas. Cuando muere suelta "Carne podrida".
- Grendol: Visto en el Dungeon. Parece un zombi gigante y un aire a muerte le rodea. Es difícil de matar y ofrece poco botín o nada.
- Rata: Se encuentran en las cloacas, muchas de estos enormes roedores son fáciles de matar por principiantes. Sus pieles y ojos tienen algo de valor en Yliakum, así que muchos intentan empeñarlas a los tenderos en busca de dinero rápido. Hay dos tipos de ratas: la simple y la robusta. Las ratas robustas son mucho más difíciles de matar por aventureros sin entrenamiento. Cuando muere suelta "Ojo de Rata" (4 trias), "Rabo de rata" (4 trias) y "Piel de rata" (6 trias).
- Rogue: Encontrado en la mayoría de las cloacas de Hydlaa, la vecina Arena, Ojaveda, y en caminos frecuentados por viajeros. Los Rogues (bribones) visten con ropas oscuras y pueden llevar un arma. Hay de todos los niveles, algunos son fácilmente masacrados mientras que hay otros mucho más feroces en batalla. Cuando mueren sueltan algún arma (dagas o broadswords).
- Tefusang: Encontrado cerca de las llanuras del camino de Ojaveda. Los Tefusangs son bestias enormes muy difíciles de matar pero sus dientes tienen gran valor y pueden ser vendidos por una buena cantidad de trias.
- Trepor: Con la apariencia de un insecto gigante deforme, esas criaruras sin inteligencia están siempre hambrientos y son bastante letales. Unos se encuentran en un campo del camino de Ojadeva y los más fuertes se encuentran en la Arena, son a menudo objetivo de personajes de alto nivel. Sus corazones son bastante caros.
- Ulbernaut: La criatura más poderosa en Crystal Blue, esta abominación fue construida para matar. Tienen 2 brazos acabados en dos puntos mortalmente afilados donde deberían estar las manos, pueden matar a la mayoría de jugadores con un solo ataque y casi siempre acaban con un grupo de personajes, por fuertes que sean. De cualquier forma, si no se les mata la recompensa será suculenta ya que dejan buen botín y una buena suma en puntos de experiencia.

Hay más tipos de criaturas